# Schweizer Filmpreis/Beste Filmmusik
Sämtliche Gewinner des Schweizer Filmpreises in der Kategorie Beste Filmmusik werden hier aufgelistet. Der Preis wurde das erste Mal im März 2009 verliehen.
| Jahr | Preisträger                                                      | für den Film                  | Nominierungen |
| ---- | ---------------------------------------------------------------- | ----------------------------- | --- |
| 2009 | Marcel Vaid                                                      | Zara                          | Balz Bachmann und Peter Bräker für Happy New Year Christian Brantschen und Luk Zimmermann für Tausend Ozeane                      |
| 2010 | Norbert Möslang                                                  | Das Summen der Insekten       | Balz Bachmann für Giulias Verschwinden The Young Gods für L’enfance d'Icare                                                       |
| 2011 | Marcel Vaid                                                      | Goodnight Nobody              | Diego Baldenweg, Nora Baldenweg und Lionel Vincent Baldenweg für 180° Adrian Frutiger für Sennentuntschi                          |
| 2012 | Peter Bräker, Balz Bachmann und George Vaine                     | Day Is Done                   | Ben Jeger für Der Verdingbub Balz Bachmann für Eine wen iig, dr Dällebach Kari                                                    |
| 2013 | Peter Scherer                                                    | More than Honey               | Olivia Pedroli für Winternomaden Gabriel Scotti und Vincent Hänni für The End of Time                                             |
| 2014 | Peter von Siebenthal und Richard Köchli                          | Der Goalie bin ig             | Christian Garcia-Gaucher für L'expérience Blocher Adrian Weyermann für Lovely Louise                                              |
| 2015 | Ariel Garcia, Marcin de Morsier, Mathieu Urfer und John Woolloff | Pause                         | Balz Bachmann für Yalom’s Cure Claudio Gianfreda für Electroboy Peter Scherer für Dora oder die sexuellen Neurosen unserer Eltern |
| 2016 | Marcel Vaid                                                      | Als die Sonne vom Himmel fiel | Niki Reiser für Heidi Marcel Vaid für Köpek – Geschichten aus Istanbul                                                            |
| 2017 | Sophie Hunger                                                    | Mein Leben als Zucchini       | Beat Jegen, Tom Huber für Aloys Peter Scherer für Cahier Africain                                                                 |
| 2018 | Diego Baldenweg, Nora Baldenweg und Lionel Vincent Baldenweg     | Die kleine Hexe               | Thomas Kuratli für Blue My Mind Marcel Vaid für Das Kongo Tribunal                                                                |
| 2019 | Marcel Vaid                                                      | Chris the Swiss               | Peter Scherer für Eldorado Peter Scherer für Female Pleasure                                                                      |
| 2020 | Olivia Pedroli                                                   | Immer und ewig                | Nicolas Rabaeus für Das Flirren am Horizont (Le milieu de l’horizon) Thomas Kuratli für Where We Belong                           |
| 2021 | Alice Schmid                                                     | Burning Memories              | Christian Garcia-Gaucher für 5 nouvelles du cerveau Marcel Vaid für Not Me – A Journey with Not Vital                             |
| 2022 | Fatima Dunn, Lorenz Merz und Julian Sartorius                    | Soul of a Beast               | Heidi Happy für Dida Adrian Frutiger für Und morgen seid ihr tot                                                                  |
| 2023 | Nicolas Rabaeus                                                  | Foudre                        | Tobias Koch und Jannik Giger für Drei Winter Stéphanie Blanchoud für Die Linie                                                    |
| 2024 | Nicolas Rabaeus                                                  | The Land Within und Bisons    | Nicolas Rabaeus für Rivière |
| 2025 | Marcel Vaid                                                      | Les paradis de Diane          | Balz Bachmann für Der Spatz im Kamin Peter Scherer für E.1027 – Eileen Gray and the House by the Sea                              |